# Søren Peter Christensen
Søren Peter Christensen (Langskov, Svendborg, 30 d'octubre de 1884 – Faaborg, Faaborg-Midtfyn, 12 d'octubre de 1927) va ser un gimnasta artístic danès que va competir a començaments del segle xx.
El 1912 va prendre part en els Jocs Olímpics d'Estocolm, on va guanyar la medalla de plata en el concurs per equips, sistema suec del programa de gimnàstica.